# Scuola di Szentendre

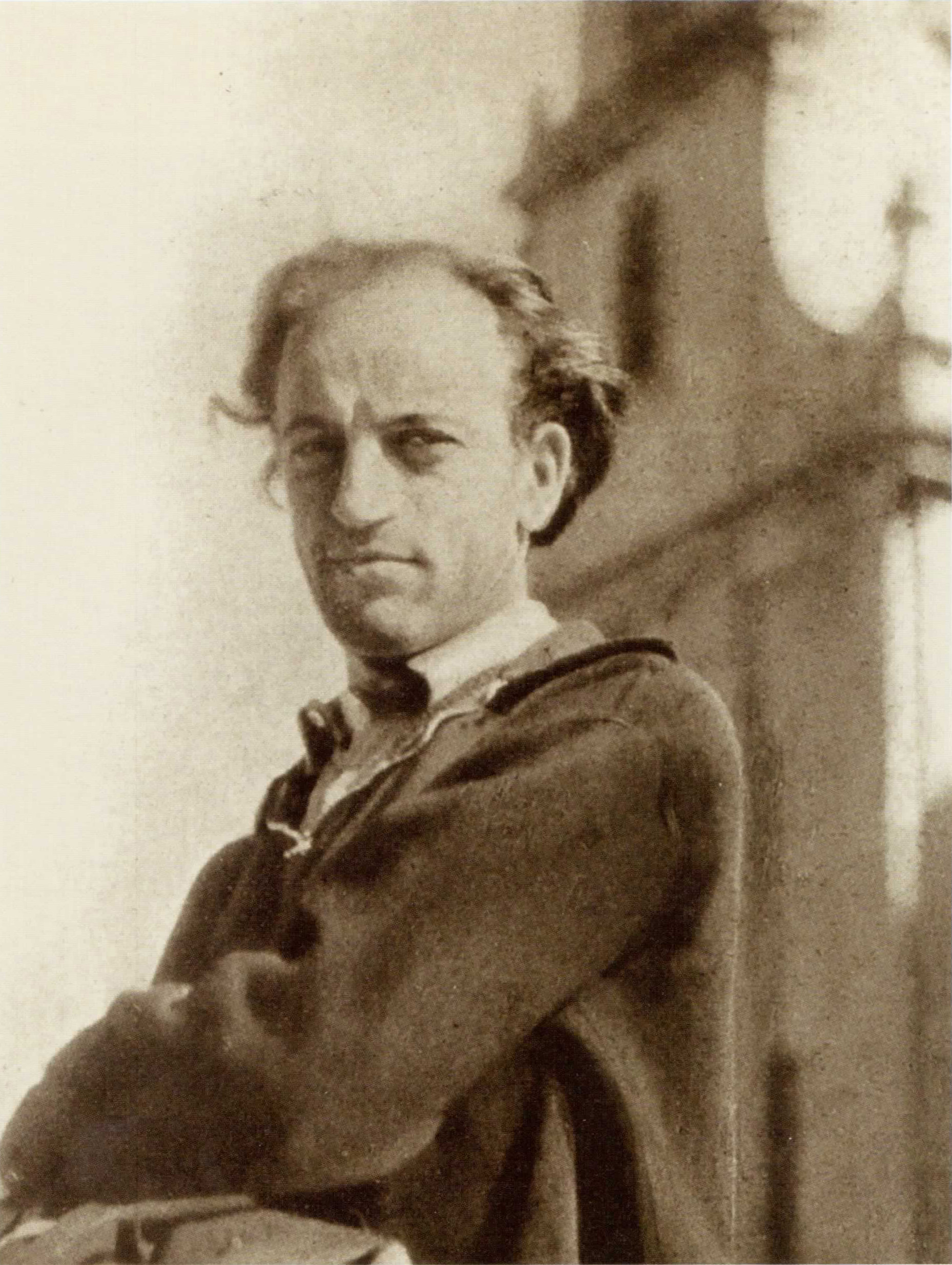
Lajos Vajda a Szentendre, 1939

Con il termine di scuola di Szentendre si intende un gruppo di pittori ungheresi, che attorno al 1929 si unirono intorno a Jenő Barcsay. Di ispirazione costruttivista, la scuola accoglieva ampiamente altre correnti moderne, da una certa tendenza decorativa al surrealismo. I suoi caratteri vennero sviluppati da pittori residenti
a Szentendre, tra cui si ricordano István Ilosvay Varga, Pál Miháltz, Lajos Vajda, Dezsö Korniss. Non mancarono anche altri pittori provenienti da regioni diverse dell'Ungheria, come Jenő Gadányi, Géza Bene, Imre Ámos. La gamma delle realizzazioni va dall'arte figurativa di Ilosvay Varga alle composizioni di Lajos Vajda e Dezsö Korniss, vicine all'astrattismo. La scuola ha proseguito le tendenze sostenute dal gruppo degli Otto e dagli Attivisti. La città ospita ancor oggi una vasta colonia di pittori.